# جزایر آنژو
جزایر آنژو (روسی: Oстрова Анжу، آوانگاری Ostrova Anzhu) گروهی از جزیره‌ها در شمال استان یاقوتستان کشور روسیه است.